# فيصل محمد رجب
فيصل محمد رجب (1954 -) قائد عسكري يمني شغل عدة قيادات في الجيش اليمني.

## النشأة والتعليم
ولد رجب في من بلدة "المخزن" غرب مديرية خنفر، في محافظة أبين جنوب البلاد، في العام 1954. تلقى تعليمه الأوليّ في خنفر، قبل أن ينهي المرحلة الإعدادية في مركز المحافظة زنجبار. انخرط في السلك العسكري في أواخر الستينيات وتدرج في الرتب العسكرية حتى حصل في عام 1980، على تأهيل في العلوم العسكرية بأكاديمية "فرونزا" في الاتحاد السوفييتي لمدة 5 أعوام حيث حصل على البكالوريوس والماجستير في العلوم العسكرية.

## سيرة
بعد عودته من موسكو عُيّن أركان اللواء 14 مشاة، بمكيراس، وظلّ يحصد الرتب، حتى أصبح لاحقًا قائدا للواء 30 بالمهرة.
عقب حرب يناير 1986 في عدن غادر إلى صنعاء هرباً من تبعات النزاع المسلح واستقر فيها، ومع إعلان الوحدة بين شطري اليمن، عين فيصل قائدا للواء السادس مشاة.
وشارك كقائد للواء السادس من الفرقة الأولى مدرع إلى جانب مناصري الوحدة اليمنية بقيادة الرئيس علي عبدالله صالح ضد مناصري الانفصال بقيادة نائب الرئيس علي سالم البيض في حرب صيف العام 1994، وحروب صعدة ضد الحوثيين بصفته قائداً للواء الخامس مشاة قبل تغيير اسمه إلى اللواء 119، كما قاد حربا شرسة ضد تنظيم القاعدة الذي أعلن محافظة أبين إمارة إسلامية بين عامي 2011 – 2012، وصولًا إلى مشاركته بشكل فاعل في إخماد تمرد قوات الأمن الخاص في عدن عام 2015.
في العام 2015 شارك في الحرب الأهلية بقيادة الرئيس عبد ربه منصور هادي ضد جماعة الحوثيين والرئيس السابق علي عبد الله صالح، وتمكن فصيل الحوثيين وصالح من أسره في العام نفسه برفقة وزير الدفاع حينها اللواء محمود الصبيحي واللواء ناصر منصور عقب معركة جرت في قاعدة العند العسكرية في محافظة لحج، وظل أسيراً لمدة 8 سنوات حتى حُرر يوم الأحد 30 أبريل 2023.
رُقِّي في 9 مايو 2024 من قبل رشاد العليمي رئيس مجلس القيادة الرئاسي إلى رتبة فريق ومنح وسام 26 سبتمبر من الدرجة الأولى في القصر الرئاسي بالعاصمة المؤقتة عدن.